# 雅丹纳博足球俱乐部
亚达纳邦足球俱乐部（緬甸語： [jədənàbòʊɴ]），缅甸曼德勒市的一个足球俱乐部。

## 荣誉
- 亚足联主席杯
  - 冠军：2010年